# Schenkia crassicornis
Schenkia crassicornis är en stekelart som först beskrevs av Joseph Kriechbaumer 1891.  Schenkia crassicornis ingår i släktet Schenkia och familjen brokparasitsteklar. Inga underarter finns listade i Catalogue of Life.